# 걸리버 리턴즈
걸리버 리턴즈(GULLIVER RETURNS)는 우크라이나에서 제작된 일리야 막시모프 감독의 2021년 애니메이션, 판타지, 모험 영화이다.

## 성우 배역
- 웨인 그레이슨 - 걸리버 역
- 엘리슨 레이 로젠펠드 - 마시 역